# Кентуккийские резолюции
Кентуккийские резолюции (англ. Kentucky Resolutions) — резолюции, принятые Ассамблеей штата Кентукки 16 ноября 1798 года, которые содержали протест против принятых 5-м Конгрессом США Законов об иностранцах и подстрекательстве к мятежу и утверждали право штата объявить неконституционным любой федеральный закон. В декабре Ассамблея Вирджинии приняла аналогичные резолюции, написанные Джеймсом Мэдисоном. Проект кентуккийских резолюций был составлен вице-президентом Томасом Джефферсоном, но его авторство долгое время скрывалось, и предполагалось, что инициатором является Джон Брекинридж. В 1799 году была принята вторая редакция резолюций.

### Статьи
- Edward Channing. Kentucky Resolutionsof 1798 (англ.) // The American Historical Review. — Oxford University Press, 1915. — Vol. 20, iss. 2. — P. 333-336. — doi:10.2307/1835472.